# Ольвинский Камень
Ольвинский Камень — гора в Свердловской области России высотой 1041,6 метра над уровнем моря. Гора расположена в верховьях рек Ольвы и Каквы, в 2,5 км от вершины 892 метра Каквинского хребта.
Ольвинский камень является частью пешего туристического маршрута «Конжаковский камень — Главный уральский хребет».

## Природа
До высоты 800 метров склоны Ольвинского камня покрыты лесом (сосна, ель, берёза, пихта, кедр, рябина, осина), на больших высотах сменяют друг друга редколесье, горная тундра и каменные россыпи. На горе встречаются скальные образования.